# Résolutions de l'ONU concernant Israël
Les résolutions des Nations unies concernant Israël sont liées à la question de la Palestine ; au conflit israélo-arabe ; après 1967, aux territoires palestiniens occupés, et à d'autres territoires arabes occupés, en l'occurrence le Golan syrien, le Sinaï égyptien ; au conflit avec le Liban puis avec le Hezbollah ; aux colonies israéliennes dans les territoires occupés ; au conflit avec la bande de Gaza.
Les résolutions de l'ONU qui peuvent avoir une portée contraignante sont celles adoptées par le Conseil de sécurité de l'ONU, quand elles sont fondées sur le Chapitre VII de la Charte des Nations unies. La mission du Conseil de sécurité est de maintenir la paix et la sécurité internationales. D'autres résolutions sont prises par l'Assemblée générale de l'ONU ; sauf exception, elles n'ont pas de valeur juridique.
Un très grand nombre des résolutions du Conseil de sécurité ne sont pas respectées par Israël. Par ailleurs, une quarantaine de résolutions n'ont pas pu être adoptées en raison de vetos opposés par les États-Unis. Si l'ONU a engagé sur le terrain des forces d'interposition qui témoignent du souci de sa mission, en revanche, ses résultats en matière politique et diplomatique sont jugés très faibles. Les raisons de ce bilan modeste tiendraient moins, selon les spécialistes, au désintérêt de l'ONU pour les questions de respect du droit, qu'à des rapports de forces entre les États membres permanents du Conseil de sécurité.
Entre 1948 et mars 2024, le Conseil de sécurité a adopté 229 résolutions sur la colonisation israélienne, le statut de Jérusalem et sur le retour des réfugiés palestiniens, qui sont demeurées sans effet.

## Liste chronologique des principales résolutions du Conseil de sécurité
Le Conseil de sécurité des Nations unies compte 15 membres, dont 5 sont permanents.
L'adoption d'une résolution du Conseil de sécurité suppose un vote favorable d’au moins 9 des 15 États membres. Toutefois une résolution peut être bloquée par le veto de l'un des 5 membres permanents du Conseil (États-Unis, Royaume-Uni, Russie, Chine et France).
Les principales résolutions du Conseil de sécurité des Nations unies sont les suivantes : 

### 1948-1966
1. Résolution 46 : La question de la Palestine (17 avril 1948) : Le Royaume-Uni étant la puissance mandataire, « est responsable du maintien de la paix et de l'ordre en Palestine ». Les résolutions « appellent également toutes les personnes et organisations en Palestine » à cesser d’importer « des bandes armées et du personnel combattant… quelle que soit leur origine ; à cesser d'importer des armes et du matériel de guerre ;… à s’abstenir, en attendant le futur gouvernement de Palestine… .de toute activité politique susceptible de porter préjudice aux droits, aux revendications ou à la position de l'une ou l'autre communauté ; ... s'abstenir de toute action susceptible de mettre en danger la sécurité des Lieux Saints en Palestine."
2. Résolution 48 : 23 avril 1948, appelle toutes les parties concernées à se conformer à la résolution 46 du Conseil de sécurité des Nations unies et crée une Commission de trêve pour la Palestine pour aider le Conseil de sécurité à mettre en œuvre la trêve. Approuvé 8-0, abstentions de la Colombie, de la République socialiste et soviétique d'Ukraine, et de l'URSS.
3. Résolution 49 : le 22 mai 1948, un ordre de cessez-le-feu entrera en vigueur le 24 mai 1948 à midi. Ordonne à la Commission de trêve pour la Palestine précédemment mise en place de faire rapport sur le respect des dispositions. Adopté par 8 voix contre 0, abstentions de la RSS d'Ukraine, de l'URSS et de la Syrie.
4. Résolution 194 de l'Assemblée générale des Nations unies, adoptée le 11 décembre 1948, demande à Israël de permettre aux réfugiés palestiniens de rentrer chez eux ou de les indemniser.
5. Résolution 106 : La question palestinienne (29 mars 1955) « condamne » Israël pour le raid sur Gaza.
6. Résolution 111 : La question palestinienne (19 janvier 1956) "... 'condamne' Israël pour le raid en Syrie qui a tué 56 personnes".
7. Résolution 127 : La question palestinienne (22 janvier 1958) "... 'recommande' qu'Israël suspende sa zone de 'no man's land' à Jérusalem".
8. Résolution 171 : La question palestinienne (9 avril 1962) « ... constate des violations flagrantes » par Israël dans son attaque contre la Syrie.
9. Résolution 228 : La question palestinienne (25 novembre 1966) « ... « censure » Israël pour son attaque contre as-Samu (en) en Cisjordanie, alors sous contrôle jordanien".

### 1967-1968
1. Résolution 236 Guerre des Six Jours (11 juin 1967) : exige un cessez-le-feu et un arrêt immédiat de toutes les activités militaires dans le conflit opposant l’Égypte, la Jordanie et la Syrie à Israël[3]
2. Résolution 237 : Guerre des Six Jours, 14 juin 1967) "... 'exhorte' Israël à autoriser le retour des nouveaux réfugiés palestiniens de 1967" ; appelle Israël à garantir la sécurité et le bien-être des habitants des zones où des combats ont eu lieu[3].
3. Résolution 240 (25 octobre 1967) : concernant les violations du cessez-le-feu
4. Résolution 242 (22 novembre 1967) : « condamne l’« acquisition de territoire par la guerre » et demande le « retrait des forces armées israéliennes des territoires occupés ». Il affirme « l’inviolabilité territoriale et l’indépendance politique » de chaque État de la région »[3].
5. Résolution 248 : (24 mars 1968) "... 'condamne' Israël pour son attaque contre le camp palestinien de Karameh en Jordanie", pour violation du cessez-le-feu et usage disproportionné de la force.
6. Résolution 250 : (27 avril 1968) "... 'appelle' Israël à s'abstenir d'organiser un défilé militaire à Jérusalem" le 2 mai 1968, afin d'éviter d'aggraver les « tensions dans la région »[3].
7. Résolution 251 : (2 mai 1968) "... 'déplore profondément' le défilé militaire israélien à Jérusalem au mépris de la résolution 250"[3]..
8. Résolution 252 : (21 mai 1968) "... 'déclare invalides' les actes d'Israël, y compris l’« expropriation de terres et de biens immobiliers », visant à unifier Jérusalem et à en modifier le statut ; demande à Israël de s’abstenir de tels actes[3]. Elle est adoptée par 13 voix sur 15 ; les États-Unis s'abstiennent[4].
9. Résolution 256 : (16 août 1968) "... 'condamne' les raids israéliens sur la Jordanie comme une 'violation flagrante'".
10. Résolution 258 : (18 septembre 1968) … : exprimé la « préoccupation » du Conseil de sécurité quant au bien-être des habitants des territoires occupés par Israël et demande qu'un représentant spécial soit envoyé pour rendre compte de la mise en œuvre de la résolution 237 et qu'Israël coopère.
11. Résolution 259 : (27 septembre 1968) "... 'déplore' le refus d'Israël d'accepter une mission de l'ONU pour enquêter sur l'occupation".
12. Résolution 262 : (31 décembre 1968) "... 'condamne' Israël pour l'attaque israélienne contre le Liban en 1968".

### 1969-1972
1. Résolution 265 : (1er avril 1969) "... 'condamne' Israël pour les attaques aériennes sur Salt en Jordanie".
2. Résolution 267 : (3 juillet 1969) "... 'censure' Israël pour des actes administratifs visant à modifier le statut de Jérusalem"[3].
3. Résolution 270 : (26 août 1969) "... 'condamne' Israël pour les attaques aériennes contre des villages du sud du Liban".
4. Résolution 271 : (15 septembre) "... 'condamne' le non-respect par Israël des résolutions de l'ONU sur Jérusalem".
5. Résolution 279 : (12 mai 1970) « Exige le retrait immédiat de toutes les forces armées israéliennes du territoire libanais. »
6. Résolution 280 : (19 mai) "... 'condamne' les attaques israéliennes contre le Liban".
7. Résolution 285 : (5 septembre) "... 'exige' le retrait immédiat d'Israël du Liban".
8. Résolution 298 : (25 septembre 1971) "... 'déplore' le changement par Israël du statut de Jérusalem".
9. Résolution 313 : (28 février 1972) "... 'exige' qu'Israël arrête ses attaques contre le Liban". Cette résolution condamnant les bombardements et incursions de l'armée israélienne au Sud-Liban est adoptée à l'unanimité[5]. Le Conseil de sécurité n'a pas retenu le motif de légitime défense contre les attaques des combattants palestiniens opérant à partir du Liban, invoqué par Israël[5],[6].
10. Résolution 316 : (26 juin) "... 'condamne' Israël pour ses attaques répétées contre le Liban".

### 1973-1977
1. Résolution 317 : (21 juillet) "... 'déplore' le refus d'Israël de libérer les Arabes enlevés au Liban".
2. Résolution 331 : (20 avril 1973)
3. Résolution 332 : (21 avril) "... 'condamne' les attaques répétées d'Israël contre le Liban".
4. Résolution 337 : (15 août) "... "condamne" Israël pour avoir violé la souveraineté et l'intégrité territoriale du Liban et pour le détournement et la saisie par la force d'un avion de ligne libanais de l'espace aérien libanais" .
5. Résolution 338 (22 octobre 1973) : "... 'appelle' à un cessez-le-feu" dans la guerre de Kippour et "la mise en œuvre des mesures de sécurité Résolution 242 (1967) du Conseil dans toutes ses parties », et « décide que, immédiatement et parallèlement au cessez-le-feu, des négociations débuteront entre les parties concernées sous des auspices appropriés en vue d'établir une paix juste et durable au Moyen-Orient".
6. Résolution 339 (23 octobre 1973) : confirme la résolution. 338, envoyer des observateurs de l’ONU.
7. Résolution 340 (25 octobre) : « Exige qu'un cessez-le-feu immédiat et complet soit observé, conformément aux articles 338 et 339, et demande d'augmenter le nombre d'observateurs militaires des Nations Unies ». Création de la deuxième Force d’urgence des Nations unies (FUNU-II) qui vise à « superviser le cessez-le-feu entre les forces égyptiennes et israéliennes » et à assurer le « redéploiement » de ces mêmes forces[3].
8. Résolution 347 : (24 avril) "... 'condamne' les attaques israéliennes contre le Liban".
9. Résolution 350 (31 mai 1974) : crée la Force des Nations unies chargée d'observer le désengagement, pour surveiller le cessez-le-feu entre Israël et la Syrie à la suite de la guerre du Kippour.
10. Résolution 362 (23 octobre) : décide de prolonger le mandat de la Force d'urgence des Nations unies pour six mois supplémentaires
11. Résolution 368 (17 avril 1975), appelle les parties impliquées dans la état de tension actuel au Moyen-Orient (à la suite de la guerre de Kippour) à mettre immédiatement en œuvre la résolution 338.
12. Résolution 369 (28 mai 1975), le Conseil se déclare préoccupé par l'état de tension qui prévaut au Moyen-Orient, réaffirme que les deux accords précédents n'étaient qu'une étape vers la mise en œuvre de la résolution 338 et appelle les parties à le mettre en œuvre et a prolongé le mandat de la Force des Nations unies chargée d'observer le désengagement.
13. Résolution 378 (1975), appelle à la mise en œuvre de la résolution 338 et prolonge le mandat de la Force d'urgence des Nations unies.
14. Résolution 390 (1976), a examiné un rapport concernant la Force des Nations unies chargée d'observer le désengagement et a prorogé son mandat, a noté les efforts visant à établir la paix au Moyen-Orient, mais exprime son inquiétude quant à l'état de tension actuel et appelle à la mise en œuvre de la résolution 338.

### 1978-1981
1. Résolution 425 (1978) : ordonne à Israël, à la suite de son invasion du Sud-Liban en 1978 de cesser « immédiatement son action militaire contre l'intégrité territoriale du Liban » et de « retirer sans délai ses forces du territoire libanais »[7]. Elle est adoptée à l'unanimité du Conseil de sécurité de l'ONU[7]. Le retrait d'Israël du Liban n'a été effectif que 22 ans plus tard, le 16 juin 2000[8].
2. Résolution 426 (1978) : crée la Force intérimaire des Nations unies au Liban (FINUL), opération de maintien de la paix, avec pour mission notamment de garantir "le respect de la ligne de cessez-le-feu au sud du Liban (ligne bleue), la restauration de l’autorité du gouvernement libanais dans cette zone, et le déminage". Cette force "intérimaire" est maintenue depuis des décennies, faute d'un accord de paix[9].
3. Résolution 427 : "... 'appelle' Israël à achever son retrait du Liban".
4. Résolution 444 : "... 'déplore' le manque de coopération d'Israël avec les forces de maintien de la paix de l'ONU".
5. Résolution 446 (1979) : exige l’arrêt des « pratiques israéliennes visant à établir des colonies de peuplement dans les territoires palestiniens et autres territoires arabes occupés depuis 1967 », déclare que ces pratiques « n’ont aucune validité en droit »[3]. Plusieurs médias notent que cette résolution n'a jamais été respectée par Israël[3],[10].
6. Résolution 449, concernant la Force des Nations unies chargée d'observer le désengagement.
7. Résolution 450 : "... 'appelle' Israël à cesser d'attaquer le Liban".
8. Résolution 452 : "... 'appelle' Israël à cesser de construire des colonies dans les territoires occupés". .
9. Résolution 465 : "... 'déplore' les colonies israéliennes et demande à tous les États membres de ne pas aider le programme de colonies israélien".
10. Résolution 467 : "... 'déplore vivement' l'intervention militaire d'Israël au Liban".
11. Résolution 468 (8 mai 1980) : « déclare « illégales » les expulsions à l’étranger de notables palestiniens de Hébron et de Halhul par les autorités militaires israéliennes et demande à Israël de les annuler"[3].
12. Résolution 476 : "... 'réitère' que les revendications d'Israël sur Jérusalem sont 'nulles et non avenues'". La modification du statut de Jérusalem constitue une violation flagrante de la 4e Convention de Genève.
13. Résolution 478 (20 août 1980) : « censure (Israël) dans les termes les plus forts » pour sa revendication sur Jérusalem dans sa « Loi fondamentale ».
14. Résolution 484 : "... 'déclare qu'il est impératif' qu'Israël réadmette deux maires palestiniens expulsés".
15. Résolution 487 : "... 'condamne fermement' Israël pour son attaque contre l'installation nucléaire irakienne".
16. Résolution 497 (17 décembre 1981), décide que l'annexion par Israël du plateau syrien du Golan est « nulle et non avenue » et exige qu'Israël annule immédiatement sa décision.

### 1982-1986
1. Résolution 498 : "... 'appelle' Israël à se retirer du Liban".
2. Résolution 501 : "... 'appelle' Israël à mettre fin aux attaques contre le Liban et à retirer ses troupes".
3. Résolution 508 : exige la fin des hostilités entre Israël et l'OLP qui se déroulent au Liban et appelle à un cessez-le-feu.
4. Résolution 509 (6 juin 1982) : "... exige, le jour de l'invasion israélienne du Liban, "qu'Israël retire immédiatement et inconditionnellement toutes ses forces militaires jusqu'aux frontières internationalement reconnues du Liban »[11].
5. Résolution 515 : "... 'exige' qu'Israël lève son siège de Beyrouth et autorise l'approvisionnement en nourriture".
6. Résolution 516, exige la cessation immédiate des activités militaires au Liban, notant les violations du cessez-le-feu à Beyrouth.
7. Résolution 517 : "... 'censure' Israël pour ne pas avoir obéi aux résolutions de l'ONU et exige qu'Israël retire ses forces du Liban".
8. Résolution 518 (12 août 1982) : "... 'exige' la levée immédiate du siège de Beyrouth et qu'Israël coopère pleinement avec les forces de l'ONU au Liban".
9. Résolution 519, prolonge le mandat de la FINUL et l'autorise à mener des tâches humanitaires.
10. Résolution 520 : "... 'condamne' l'attaque d'Israël contre Beyrouth-Ouest".
11. Résolution 573 (en) : "... 'condamne' Israël 'vigoureusement' pour avoir bombardé la Tunisie lors de l'attaque du quartier général de l'OLP."
12. Résolution 587 "... 'prend note' des appels antérieurs lancés à Israël pour qu'il retire ses forces du Liban et exhorte toutes les parties à se retirer".
13. Résolution 592 (8 décembre 1986) : "rappelle que la convention de Genève relative à la protection des civils en temps de guerre « est applicable aux territoires palestiniens et autres territoires arabes occupés par Israël depuis 1967 » ; condamne « l’armée israélienne qui, ayant ouvert le feu, a tué ou blessé des étudiants » de l’université Bir Zeit"[3].

### 1987-1996
1. Résolution 605 (22 décembre 1987) : après le début de la première Intifada, le Conseil de sécurité condamne les pratiques d’Israël « qui violent les droits de l’homme du peuple palestinien dans les territoires occupés, en particulier le fait que l’armée israélienne a ouvert le feu, tuant ou blessant des civils palestiniens ». "[3].
2. Résolution 607 (5 janvier 1988) : Israël doit « s’abstenir d’expulser des civils palestiniens des territoires occupés » et "respecter les obligations que lui impose la convention de Genève"[3].
3. Résolution 608 (14 janvier 1988) : "demande à Israël « d’annuler l’ordre d’expulsion des civils palestiniens et d’assurer le retour immédiat et en toute sécurité » de tous ceux déjà expulsés[3].
4. Résolution 611 : "... condamne l'assassinat de Khalil al-Wazir par Israël comme une 'violation flagrante de la Charte des Nations unies'"
5. Résolution 636 (6 juillet 1989) : "demande à Israël, en conformité avec ses précédentes résolutions et avec la convention de Genève, de « cesser immédiatement d’expulser d’autres civils palestiniens » et d’assurer le retour en toute sécurité de ceux déjà expulsés"[3]
6. Résolution 641 (30 août 1989) : « déplore qu’Israël, puissance occupante, continue d’expulser des civils palestiniens » et lui demande d’assurer le retour de tous les expulsés[3].
7. Résolution 672 (12 octobre 1990) : « . Après les violences de l’esplanade des Mosquées - le mont du Temple, le Conseil de sécurité condamne « les actes de violence commis par les forces de sécurité israéliennes » à Al-Haram Al-Charif et dans d’autres lieux saints de Jérusalem et demande à Israël de « s’acquitter scrupuleusement des obligations juridiques et des responsabilités qui lui incombent » vis-à-vis des civils des territoires occupés. »[3].
8. Résolution 673 (24 octobre 1990) : « ... condamne le refus d'Israël d’appliquer la résolution 672 des Nations Unies »[3].
9. Résolution 681 (20 décembre 1990) : « ... 'déplore' la reprise par Israël de la déportation des Palestiniens » ; somme Israël « d’appliquer la convention de Genève »[3].
10. Résolution 694 (24 mai 1991) : le Conseil de sécurité déclare que l'expulsion de quatre nouveaux civils palestiniens par Israël constitue une violation de la convention de Genève[3] et lui demande d'assurer leur retour immédiat et sûr.
11. Résolution 799 (18 décembre 1992) : condamne l'expulsion par Israël de 413 Palestiniens en décembre 1992 contraire aux obligations internationales imposées à Israël par la convention de Genève ; appelle à leur retour immédiat. « Le Conseil réaffirme l’indépendance et l’intégrité territoriale du Liban»[3]
12. Résolution 904 (18 mars 1994) : À la suite du Massacre d'Hébron (1994) ou massacre du tombeau des Patriarches, à la mosquée de Hébron, le Conseil de sécurité « demande à Israël de prendre les mesures nécessaires « afin de prévenir des actes de violence illégaux de la part des colons israéliens » envers les civils palestiniens. »[3]..
13. Résolution 1073 (28 septembre 1996) sur le statut de Jérusalem.

### 2000-2005
1. Résolution 1322 (7 octobre 2000) : « à la suite du début de la seconde Intifada, le Conseil de sécurité déplore les violences et condamne le « recours à la force excessif contre les Palestiniens » ; demande à Israël de respecter ses obligations relatives à la convention de Genève »[3] ; déplore la visite d'Ariel Sharon au Mont du Temple et les violences qui ont suivi.
2. Résolution 1397 (12 mars 2002) « demande la « cessation immédiate de tous les actes de violence, y compris tous les actes de terreur et toutes provocations, incitations et destructions », et réclame la coopération des Israéliens et des Palestiniens visant à la reprise des négociations»[3] ; première résolution mentionnant un État palestinien – à la suite des accords d'Oslo -[12] et appelant explicitement à une solution à deux États.
3. Résolution 1435 (24 septembre 2002) exige la fin des mesures israéliennes à Ramallah et ses environs, ainsi qu'un retrait israélien des positions détenues avant septembre 2000.
4. Résolution 1402 du Conseil de sécurité des Nations unies (30 mars 2002) : «Après la réoccupation totale de la Cisjordanie, le Conseil de sécurité demande un cessez-le-feu immédiat et le « retrait des troupes israéliennes des villes palestiniennes»[3].
5. Résolution 1405 du Conseil de sécurité des Nations unies (19 avril 2002) déclare qu’« il est urgent que les organismes médicaux et humanitaires aient accès à la population civile palestinienne »[3].
6. Résolution 1435 du Conseil de sécurité des Nations unies (24 septembre 2002) exige « le retrait rapide des forces d’occupation israéliennes des villes palestiniennes ». Il est demandé à l’Autorité palestinienne de « faire traduire en justice les auteurs d’actes terroristes »[3].
7. Résolution 1515 du Conseil de sécurité des Nations unies (19 novembre 2003) : « Le Conseil de sécurité se déclare « attaché à la vision d’une région dans laquelle deux États, Israël et la Palestine, vivent côte à côte, à l’intérieur de frontières sûres et reconnues », et demande en conséquence aux parties en conflit de s’acquitter des obligations relatives à la « feuille de route » du Quartet.»[3].
8. Résolution 1544 (19 mai 2004) demande à la suite de l'Opération militaire israélienne à Rafah de 2004 qu’Israël respecte « les obligations que lui impose le droit humanitaire international » et « l’obligation qui lui est faite de ne pas se livrer aux destructions d’habitations »[3].
9. Résolution 1583 (28 janvier 2005) appelle le Liban à affirmer le contrôle total de sa frontière avec Israël. Il indique également que « le Conseil a reconnu la Ligne bleue comme valable aux fins de confirmer le retrait d'Israël conformément à la résolution 425 ».

### 2006-2024
1. Résolution 1701 (11 août 2006) appelle à la cessation totale des hostilités entre Israël et le Hezbollah, groupe armé au Liban ; augmente les effectifs de la FINUL pour les porter à 15 000 hommes (au lieu de 2000 auparavant[13]) et autorise désormais la FINUL à recourir à la force en « appui d’une demande du Gouvernement libanais ». Une telle autorisation fait référence au chapitre VII de la Charte des Nations unies[9]. « Cette résolution avait mis fin à la guerre de 2006 entre le Hezbollah et Israël et prévoit, notamment, le retrait du Hezbollah au nord du fleuve Litani, afin que seules l'armée libanaise et la Force intérimaire des Nations unies au Liban (FINUL) soient déployées entre la frontière et le fleuve »[14].
2. Résolution 1850 du Conseil de sécurité des Nations unies (16 décembre 2008) : Le Conseil de sécurité soutient le processus d’Annapolis, et demande aux parties de « s’abstenir de toute mesure susceptible d’entamer la confiance » et de ne pas « remettre en cause l’issue des négociations ».
3. Résolution 1860 (9 janvier 2009) : « Après l’incursion de l’armée israélienne dans la bande de Gaza, le Conseil de sécurité exige « l’instauration immédiate d’un cessez-le-feu durable et pleinement respecté menant au retrait total des forces israéliennes de la bande de Gaza » ; demande de ne pas entraver l’entrée des organisations médicales dans Gaza et d’empêcher le trafic illégal d’armes[3].
4. Résolution 2334 (23 décembre 2016) : « condamne la colonisation israélienne en Cisjordanie ». Cette résolution demande à l'État hébreu de « cesser immédiatement et complètement toute activité de colonisation en territoire palestinien occupé, dont Jérusalem-Est », affirme que ces colonies, « dénuées de valeur juridique » sont « dangereuses pour la viabilité d'une solution à deux États »[10]. L'abstention des Etats-Unis – qui ont, à 43 reprises depuis septembre 1972, bloqué des résolutions critiques à l'égard du gouvernement israélien en leur opposant un veto, notamment en 2011 pour une résolution similaire[10] – est soulignée dans la presse[2]. Elle rend possible l'interdiction de l'importation de produits des territoires occupés. En 2010, la haut-commissaire aux droits de l’homme des Nations unies, Michelle Bachelet, publie le 12 février « la liste des entreprises présentes, en violation du droit international, dans les colonies israéliennes de Cisjordanie »[15].
5. Résolution 2712 (15 novembre 2023) porte sur la guerre à Gaza depuis 2023, a pour but de « faire rentrer l’aide humanitaire à Gaza et de faire sortir les otages », et non d'obtenir une cessation des combats. Cette résolution est adoptée à 12 voix pour et 3 abstentions, celles des États-Unis, de la Russie et du Royaume-Uni[16].
6. Résolution 2720 (22 décembre 2023) : toutes les parties de la guerre à Gaza doivent « autoriser et faciliter l'acheminement immédiat, sûr et sans entrave d'une aide humanitaire à grande échelle » pour les civils palestiniens, et « créer les conditions d'une cessation durable des hostilités ». La résolution exige « la libération des personnes retenues en otage, et que suffisamment de carburant soit autorisé à entrer dans la bande de Gaza pour répondre aux besoins humanitaires ». Il s'agit d'un texte édulcoré après des vetos américains à des projets de résolution antérieurs qui appelaient à un cessez-le-feu permanent.
7. Résolution 2728 (25 mars 2024) : appelle à un cessez-le-feu entre Israël et le Hamas pendant le mois de Ramadan, « afin de déboucher sur un cessez-le-feu durable » ; exige la libération inconditionnelle des otages et l'accès de l'aide humanitaire à Gaza. 14 membres du Conseil de sécurité des Nations unies ont voté pour ; les États-Unis se sont abstenus. L'absence de veto américain marquerait une forme de désapprobation des Etats-Unis à l'égard de son allié israélien selon la BBC[17].
8. Résolution 2735 (10 juin 2024) : première résolution sur un cessez-le-feu visant à mettre fin à la guerre à Gaza, en cours depuis 8 mois[18].

## Liste thématique de quelques résolutions du Conseil de sécurité des Nations unies

### Retour des réfugiés palestiniens
Portent sur cette question les résolutions 237 (14 juin 1967) après la guerre des Six-Jours, les résolutions 607, 608 et 636 (en 1988 et en 1989). Dans la résolution 641 du 30 août 1989, l'ONU « déplore qu’Israël, puissance occupante, continue d’expulser des civils palestiniens ».

### Acquisition de territoires par la force
Portent sur cette question la résolution 242 en juin 1967, à la suite de la guerre des Six-Jours, Israël s'étant emparé du Golan syrien, de la Cisjordanie, de la bande de Gaza, de Jérusalem-Est et du Sinaï égyptien (seul le Sinaï égyptien est rétrocédé, en 1979) ; la résolution 425, après l’invasion du Liban du Sud en 1978, l’ONU ordonne à Israël de cesser « immédiatement son action militaire contre l’intégrité territoriale du Liban » , exigence répétée dans les résolutions 427, 498, 501, 508, 509, 516 et 517. Israël du Liban ne se retire du Liban que 22 ans plus tard, en 2000.

### Statut de Jérusalem
La résolution 252 (mai 1968) déclare « non valides » l’« expropriation de terres et de biens immobiliers » visant à « modifier le statut de Jérusalem ». La résolution 267 (1969) répète la même interdiction de modifier le statut de Jérusalem. Les résolutions 271 et 298 déplorent le non-respect par l’État hébreu des résolutions précédentes sur ce thème. La résolution 476 (30 juin 1980) déclare nulle et non avenue l'annexion de Jérusalem-Est par Israël (qui présente Jérusalem comme « capitale une et indivisible » de l’État hébreu).

### Colonisation des Territoires palestiniens
Parmi les principales résolutions sur cette question figurent les résolutions 242 (1967), 338 (1973), 446 (1979), 452 (1979), 465 (1980), 476 (1980), 478 (1980), 1 397 (2002), 1 515 (2003), 1 850 (2008) et 2 334 (2016).
La résolution 446 (1979) exige l'arrêt de la colonisation israélienne. La résolution 904 (en 1994, à a suite du massacre d'Hébron) demande à Israël de « prévenir des actes de violence illégaux de la part des colons israéliens » envers les civils palestiniens. La résolution 2334 (décembre 2016) « condamne la colonisation israélienne en Cisjordanie », Jérusalem-Est comprise. En 2024, près de 800 000 colons juifs vivent à Jérusalem-Est, en Cisjordanie et sur le plateau du Golan.

## Quelques résolutions de l'Assemblée générale des Nations unies
Seules sont retenues ici les principales résolutions adoptées par l'Assemblée en tant que fonction d’organe décisionnaire.
- 1947 : 
  - 29 novembre : Résolution 181 : Recommande la partition de la Palestine mandataire en deux États l'un arabes l'autre juif, et un statut international pour la ville de Jérusalem sous administration des Nations unies[3].
- 1948 : 
  - 11 décembre : Résolution 194 : elle décide que les réfugiés souhaitant rentrer chez eux et vivre en paix avec leurs voisins devraient être autorisés à le faire le plus tôt possible et qu'une indemnisation devrait être versée pour les biens de ceux qui choisissent de ne pas rentrer et pour les pertes ou dommages qui, en vertu des principes du droit international ou en équité, devraient être réparés par les gouvernements ou les autorités responsables. Création de la commission de conciliation des Nations unies pour la Palestine[3] ; demande la protection et le libre accès à Jérusalem et aux autres lieux saints.

- 1949 : 
  - 11 mai : Résolution 273 : Admission d'Israël à l'adhésion à l'ONU. Par le paragraphe 3 de cette résolution, Israël s'engage à respecter les résolutions de l'ONU, et notamment la résolution 181 du 29 novembre 1948, sur le partage de la Palestine, et d'autre part, la résolution 194 du 11 décembre 1948, qui reconnaît le droit au retour des réfugiés palestiniens, ou une indemnisation pour ceux qui ne souhaiteraient pas regagner leurs foyers[20].
  - 8 décembre : Résolution 302 Création de l’Office de secours et de travaux des Nations unies pour les réfugiés de Palestine (UNRWA)[3] .
- 1975
  - Résolution 3379 (10 novembre 1975), titrée « Élimination de toutes les formes de discrimination raciale », détermine que « le sionisme est une forme de racisme et de discrimination raciale ». (Révoquée le 16 décembre 1991).
- 1981
  - Résolution 46/86 (16 décembre 1991), dont le libellé entier est : « L’Assemblée générale décide d’abroger la décision contenue dans sa résolution 3379 du 10 novembre 1975 », laquelle assimilait le sionisme à un racisme.
- 2023
  - 27 octobre : Résolution ES-10/21 : sur la guerre à Gaza depuis 2023 : Résolution sur « la protection des civils et le respect des obligations juridiques et humanitaires ». L’Assemblée générale demande aussi l’annulation de l’ordre donné par « Israël, Puissance occupante », aux civils palestiniens et au personnel des Nations unies, ainsi qu’aux travailleurs humanitaires et médicaux, d’évacuer le nord de bande de Gaza. Ce texte demande enfin la « libération immédiate et inconditionnelle de tous les civils » retenus illégalement en captivité comme otages, « de même que le respect et la protection, conformément au droit international humanitaire, de toutes les installations civiles et humanitaires, y compris les hôpitaux et les autres installations médicales ». Le texte est adopté à 120 voix pour, 14 contre et 45 abstentions la résolution[16].
- 2024
  - 18 septembre : exige qu'Israël « mette fin sans délai à sa présence illicite » dans les territoires palestiniens dans les « 12 mois ». Cette résolution adoptée par 124 voix pour, 14 voix contre, et 43 abstentions, suit l’avis de la Cour internationale de Justice sur l’occupation israélienne émis en juillet 2024[21],[22],[23].

## Non-application des résolutions par Israël

### Données chiffrées
Selon le journal israélien Haaretz, qui relaie une analyse du journal Newsday, l'ONU a adopté en tout depuis 1947 près de 1 500 résolutions du Conseil de sécurité de l'ONU. Sur ces 1500, entre 1947 et 2002, 90 sont « ouvertement, de manière flagrante et continuellement violées sans que les gouvernements soient tenus responsables de leurs actes ».
Toujours selon la même source, entre 1968 et 2002 Israël a « violé 32 résolutions qui comportaient la condamnation ou les critiques à l'égard des politiques et des actions des gouvernements », se plaçant ainsi au 1er rang des pays enfreignant les résolutions de l'ONU. La Turquie arrive au 2e rang, ayant violé 24 résolutions entre 1974 et 2002. Le Maroc est en 3e position avec 17 résolutions non respectées.

### Causes
Le non-application des résolutions s'explique par des failles dans le fonctionnement de l'ONU, mais aussi par « l'obstruction opposée par certains États en raison de considérations politiques, économiques géostratégiques etc. ». L'absence de sanctions contre Israël, en dépit de violations nombreuses du droit international, est ainsi liée au rapports de forces entre États.
Une étude de Stephen Zunes, professeur de sciences politiques de l'université de San Francisco, relayée par le journal Haaretz, compare en 2002 les taux d'application ou de non-application des résolutions du Conseil de sécurité des Nations unies selon les pays. Cette étude paraît dans un contexte où les Etats-Unis et le Royaume-Uni s'apprêtent à intervenir militairement en Irak, en réponse au refus proclamé de l'Irak de se soumettre aux résolutions du Conseil de sécurité de l'ONU. Selon les résultats de cette enquête, les pays qui peuvent violer les résolutions du Conseil de sécurité de l'ONU sont « des pays qui reçoivent une aide militaire, diplomatique et financière importante des États-Unis ». Steven Zunes a retenu uniquement les résolutions qui exigent une correction des pratiques politiques ; il n'inclut pas les condamnations ou les résolutions jugées ambiguës, par exemple, pour Israël, les résolutions 242 et 338.
Selon l'historien Alain Dieckhoff, les États-Unis entre 1972 (date de leur premier veto concernant les affaires israéliennes) et 2022, ont opposé 44 fois leur veto « à la condamnation d’Israël pour sa politique dans les territoires occupés ou pour ses opérations militaires dans les pays voisins ». Par ailleurs, les Etats-Unis ont voté en faveur de « 80 autres résolutions critiques envers Israël », à caractère obligatoire, que Israël a cependant violées.

### Conséquences
Sandrine Mansour a analysé les conséquences du non-respect des résolutions de l'ONU.

### Réactions israéliennes
Les gouvernements israéliens accusent l’ONU de parti pris anti-israélien systématique, et d'« hyperactivité » en ce qui concerne le conflit israélo-palestinien. Les Arabes au contraire jugent l'ONU inefficace dans la mise en œuvre de ses principes fondateurs.
Alain Dieckoff souligne le fait qu'il est important de distinguer le Conseil de sécurité de l'ONU et l'Assemblée générale de l'ONU. Au sein du Conseil de sécurité, les pays les plus puissants ont considéré que l'ONU n'était pas un cadre pour résoudre le conflit israélo-palestinien. En revanche, l'Assemble générale de l'ONU, où les pays d’Asie et d’Afrique ex-colonisés occupent une place prépondérante, ont effectivement pris le parti des Palestiniens. L'Assemblée générale a qualifié le sionisme de « forme de racisme et de discrimination raciale » par la résolution 3379 de novembre 1975, abrogée en décembre 1991 par la résolution 46/86 de la même Assemblée générale. Toutefois, les nombreuses résolutions de l'Assemblée générale ne modifient en rien la situation, étant pour la plupart dénuées de toute valeur juridique.
Toujours selon ce spécialiste, le nombre de résolutions à l’ONU n'est pas étonnant en lui-même compte tenu du fait que le conflit-israélo-palestinien met en danger la paix dans la région et cela depuis un siècle.

### Réactions palestiniennes
Les nombreux vetos de puissances occidentales, le traitement de faveur dont jouit Israël, qui peut violer impunément le droit international, conduisent les Palestiniens à mettre en cause un « deux poids deux mesures dans le fonctionnement des Nations unies.

## Bilan de l'ONU

### Action diplomatique
Le seul moment où l'ONU a pu agir sur le plan diplomatique et politique sans être entravé par les États membres les plus puissants est la période 1948-1950 ; l’ONU joue alors « un rôle de médiation active » ; son représentant, le comte Bernadotte, est tué dans un attentat par le groupe sioniste terroriste Stern.

### Opérations d'interposition
- Organisation des Nations unies pour la surveillance de la trêve en Palestine (depuis 1948)[25].
- Force d’urgence des Nations unies (1956-1967, puis 1973-1979, au Sinaï)[25].
- Force des Nations unies pour l’observation du désengagement (depuis 1974, au Golan) [25].
- Force intérimaire des Nations unies au Liban (depuis 1978)[25].

Les Casques bleus de l'ONU ont certes permis de garantir le respect des cessez-le-feu, notamment dans les zones tampons mais ils n'ont jamais pu faire obstacle au déclenchement d'une nouvelle guerre. Lorsque le conflit éclate, ils demeurent des témoins impuissants du déchaînement de la violence armée. Ainsi par exemple la FINUL postée au Sud Liban, n'a pas pu empêcher la guerre de 2006 entre Israël et le Hezbollah, qui a été dévastatrice pour les civils libanais.
- L’agence de l'ONU, l’UNRWA (sigle anglais de l’Office de secours et de travaux des Nations unies pour les réfugiés de Palestine au Proche-Orient) créée en 1949 a rempli un rôle humanitaire auprès des réfugiés palestiniens de Cisjordanie, de Gaza, de Jordanie, de Syrie, et du Liban[25].